# Freakonomics
O livro Freakonomics - O lado oculto e inesperado de tudo que nos afeta   é uma coletânea de estudos do economista Steven Levitt, Ph.D. pelo MIT, em parceria com o jornalista Stephen J. Dubner. A obra defende teses polêmicas, entre elas a de que a legalização do aborto seria a grande responsável pela redução das taxas de criminalidade nos Estados Unidos.
O próprio nome Freakonomics - que quer dizer algo como "economia excêntrica", segundo a responsável pela tradução da obra - contribui para que o livro mostre a que veio. Levitt tem uma linha de pensamento diferente da maioria dos economistas e, apesar de em Freakonomics ele seguir uma tendência tradicional atualmente em Economia – a de aplicar princípios econômicos às mais variadas situações da vida cotidiana – o livro não fica limitado a isso. 
Situações cotidianas são confrontadas pelos autores, e idéias simples, convenientes e confortadoras, tidas como verdadeiras pela sociedade, são postas em dúvida. 
No primeiro capítulo, as origens da corrupção são discutidas. No segundo, os autores debatem problemas decorrentes de assimetria de informação. No terceiro, levanta-se uma outra questão: por que os traficantes de drogas, apesar de estarem em uma atividade altamente rentável, ainda têm um baixo padrão de vida?
O quarto capítulo é o mais polêmico: é o que defende a tese de que o aborto legalizado seria o grande responsável pela diminuição da criminalidade em Nova Iorque, e não fatores como a existência de uma economia mais forte, o aumento do número de policiais, a implementação de estratégias policiais inovadoras ou as mudanças no mercado de drogas. Os autores argumentam que filhos indesejados teriam maior probabilidade de se tornarem criminosos, pelas condições precárias de vida a que estariam sujeitos durante sua criação.
O volume dois do livro se chama SuperFreakonomics

## Críticas sobre a teoria do Aborto
A teoria sobre o aborto, por tratar de um tema tão delicado, é constantemente alvo de críticas. Levitt não se esquiva delas e sempre responde: "Eu penso que é exatamente assim que a ciência deve trabalhar, com teorias controversas sendo cutucadas e instigadas a provar sua robustez".
Levitt faz questão de deixar claro que não faz nenhum tipo de julgamento de valor a respeito da questão. Seu trabalho é desenvolvido do ponto de vista de um pesquisador que apenas tenta explicar os fenômenos que observa.
As críticas mais importantes ao seu trabalho vieram de outros cientistas:
Christopher Foote e seu assistente Christopher Goetz, dois economistas da Federal Reserve de Boston apontaram um erro relacionado aos dados utilizados, referentes ao número de prisões efetuadas no período estudado. O fato de Levitt ter usado o número total de prisões realizadas, em vez do número de prisões per capita supervalorizaria a influência do aborto. Levitt, em tempo, reconheceu o erro e ajustou suas equações para os novos valores. Isto, porém, não reduziu tão drasticamente a influência do aborto: apesar de menor, continua existindo e é estatisticamente relevante na redução da criminalidade.
Em Março de 2006 foi realizada uma conferência no American Enterprise Institute for Public Policy Research com Christopher Foote, John Donohue (co-autor do artigo científico de Levitt sobre o impacto da legalização do aborto na redução do crime) inclusive Phillip Churchill,que ajudou em suas obras, esteve presente.